# Енріке Адріану Бусс
Енріке Адріану Бусс (порт. Henrique Adriano Buss, нар. 14 жовтня 1986, Марешал-Кандіду-Рондон), відомий як Енріке — бразильський футболіст, захисник клубу «Флуміненсе» та національної збірної Бразилії.
Переможець Ліги Пауліста. Володар Кубка Бразилії. Володар Кубка Італії.

## Клубна кар'єра
Народився 14 жовтня 1986 року в місті Марешал-Кандіду-Рондон. Вихованець футбольної школи клубу «Корітіба». Дорослу футбольну кар'єру розпочав 2006 року в основній команді того ж клубу, в якій провів один сезон, взявши участь у 58 матчах чемпіонату.
2008 року спочатку перейшов до «Палмейрас», а згодом уклав контракт з «Барселоною». Каталонський клуб відразу ж віддав новачка в оренду до німецького клубу «Баєр 04», в якому той провів один сезон, а згодом до «Расінга» (Сантандер), Енріке відіграв два сезони.
У липні 2011 року захисник повернувся до Бразилії, де знову став гравцем «Палмейрас», спочатку на умовах оренди, а за рік уклав з клубом контракт як вільний агент, оскільки «Барселона», якій належали права на Енріке анулювала його контракт. Цього разу відіграв за команду з Сан-Паулу наступні три сезони своєї ігрової кар'єри. Більшість часу, проведеного у складі «Палмейраса», був основним гравцем захисту команди.
До складу італійського «Наполі» приєднався на початку 2014 року. Основним гравцем в неаполітанському клубі не став і на початку 2016 року повернувся на батьківщину, ставши гравцем «Флуміненсе».

## Виступи за збірну
2008 року дебютував в офіційних матчах у складі національної збірної Бразилії. Наразі провів у формі головної команди країни 6 матчів.
| Дата       | Місто         | Господарі | Результат | Гості      | Турнір           | Голи | Примітки |
| ---------- | ------------- | --------- | --------- | ---------- | ---------------- | ---- | -------- |
| 7-6-2008   | Фоксборо      | Бразилія  | 0 – 2     | Венесуела  | товариський матч | -    |          |
| 10-8-2010  | Іст-Резерфорд | США       | 0 – 2     | Бразилія   | товариський матч | -    | 89'      |
| 24-4-2013  | Белу-Оризонті | Бразилія  | 2 – 2     | Чилі       | товариський матч | -    | 46'      |
| 10-9-2013  | Фоксборо      | Бразилія  | 3 – 1     | Португалія | товариський матч | -    | 83'      |
| 15-10-2013 | Пекін         | Бразилія  | 2 – 0     | Замбія     | товариський матч | -    | 70'      |
| Усього     |               | Матчів    | 5         |            | Голів            | 0    |          |

## Титули і досягнення
- Переможець Ліги Пауліста (1):

«Палмейрас»: 2008
- Володар Кубка Бразилії (1):

«Палмейрас»: 2012
- Володар Кубка Італії (1):

«Наполі»: 2014
- Володар Суперкубка Італії (1):

«Наполі»: 2014.